# Восьмая авеню
Восьмая авеню (англ. Eighth Avenue) — улица в районе Вест-Сайд боро Манхэттен. Движение на улице одностороннее и направлено с юга на север. Начало Восьмая авеню берёт от Абингдон-сквера в Гринвич-Виллидж, где Хадсон-стрит пересекается с Бликер-стрит. Улица проходит через районы Челси, Швейный квартал, Адская кухня, весь Мидтаун и, в частности, через Театральный квартал.
К северу от Коламбус-сёркл авеню переходит в двустороннюю улицу Сентрал-Парк-Уэст (англ. Central Park West), идущую вдоль западной границы Центрального парка до Фредерик-Дуглас-Сёркл. Въезды с улицы в парк имеются на 59-й, 72-й, 77-й, 81-й, 85-й, 96-й, 100-й и 106-й улицах.
На Сентрал-Парк-Уэст расположены множество примечательных зданий: Дакота, в котором Джон Леннон жил вместе с Йоко Оно; Сан-Ремо, где проживают Боно, Деми Мур, Дайан Китон и Стив Мартин; Эльдорадо; Бересфорд, являющийся домом для Дайаны Росс и Джерри Сайнфелда; Лэнгхем; Сенчури; Сентрал-Парк-Уэст, 15, в котором проживает Стинг; Харперли-Холл, где живёт Мадонна; Сентрал-Парк-Уэст, 455; Маджестик.

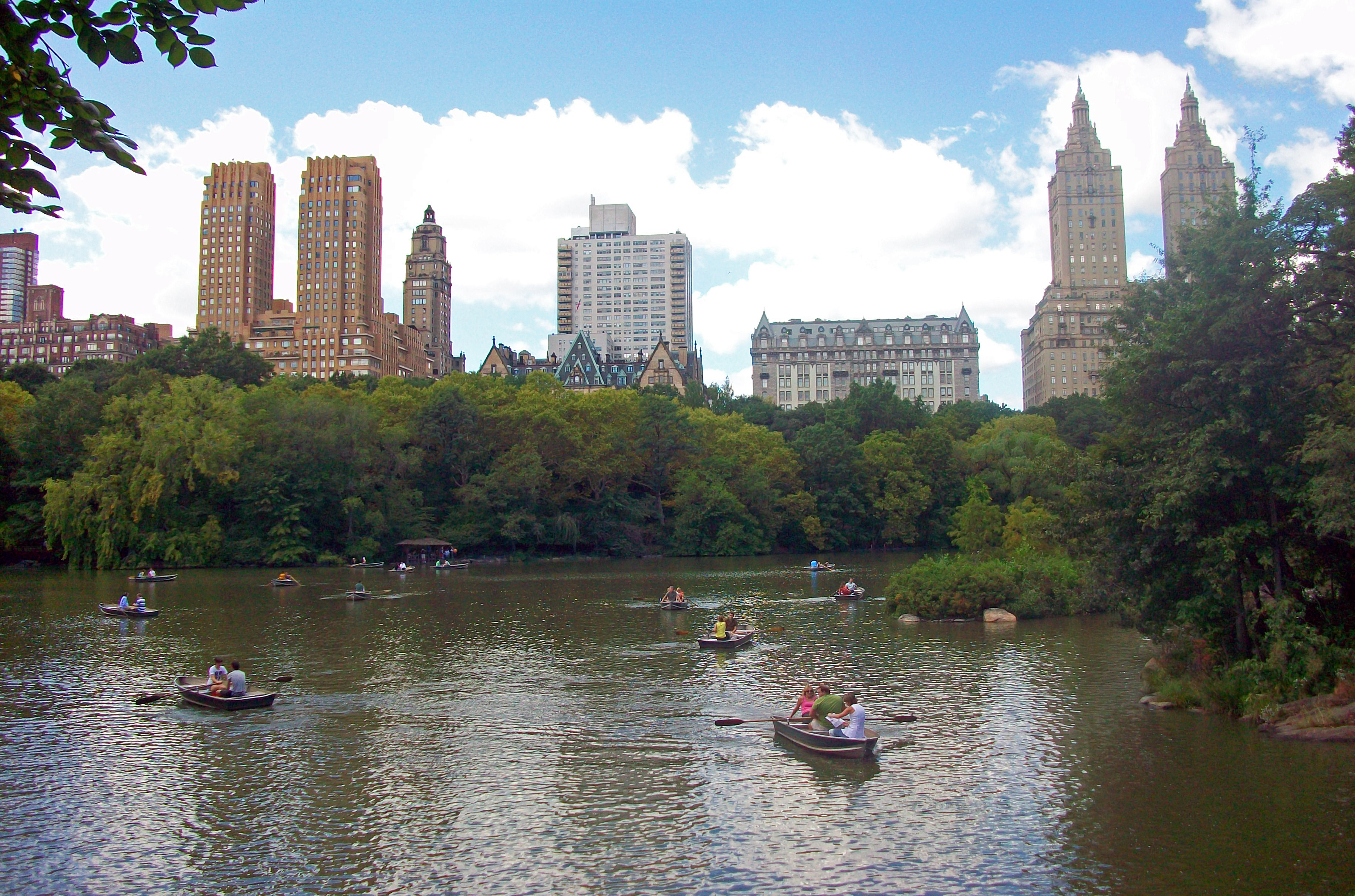
Застройка на Сентрал-Парк-Уэст

Архитектурный критик Пол Голбергер (англ.) из газеты New York Times отметил: «здания, расположенные на улице, гармонируют между собой так, как если бы они были расположены на гипотетической Мейн-стрит. На протяжении более чем столетия архитекторы чтили негласное соглашение о взаимном сотрудничестве, выстраивая здания в согласующихся размерах и из совместимых материалов».
Бо́льшая часть застройки была возведена в 1930-х годах. Здания возводились на месте отелей XIX века, получая те же имена, что их предшественники. Некоторые из них, включая Сенчури, Сан-Ремо и Мажестик, являются близнецами. К другим достопримечательностям, расположенным на улице, относятся Нью-Йоркское историческое общество и Американский музей естественной истории. Район, ограниченный 61-й и 97-й улицами, носит статус исторического (англ.).
К северу от площади Фредерик-Дуглас-Сёркл улица переходит в Проспект Фредерика Дугласа (англ. Frederick Douglass Boulevard). Проспект оканчивается на пересечении с магистралью Гарлем-Ривер-Драйв на реке Гарлем.
Там же располагается ряд известных корпораций, имеющих головной офис на Восьмой авеню.